# دقة مخطط الكتلة

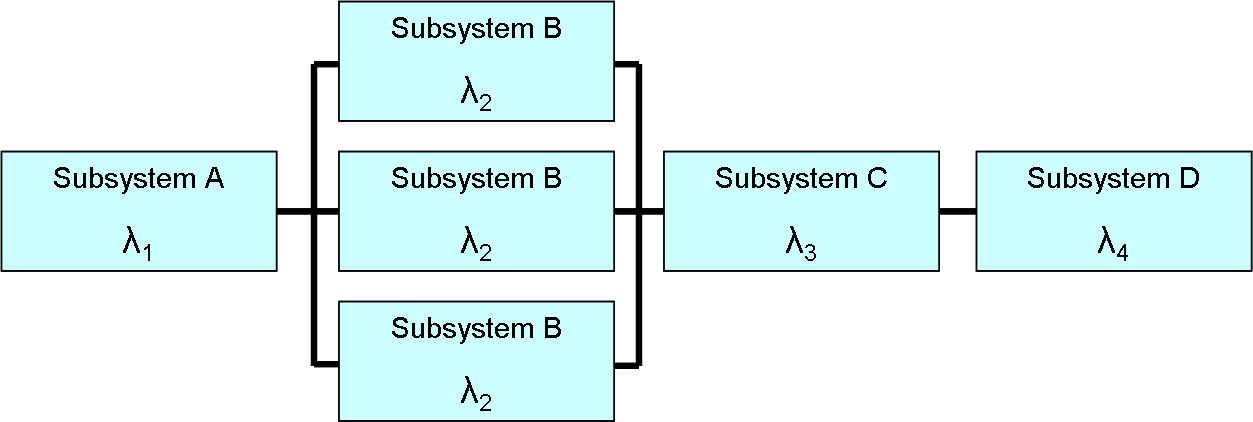
دقة مخطط الكتلة

دقة مخطط الكتلة هو عبارة عن طريقة تخطيطية توضح كيف تساهم بدقة المكون في نجاح أو فشل نظام معقد. يعرف دقة مخطط الكتلة أيضا باسم مخطط الاعتماد.

## نبذة
يتم رسم دقة مخطط الكتلة أو مخطط الاعتماد كسلسلة من الكتل المتصلة بالتوازي أو التكوين المتسلسل. يمثل كل كتلة مكونا للنظام مع معدل فشل حيث تعد المسارات المتوازية مكررة مما يعني أن جميع المسارات المتوازية يجب أن تفشل في فشل الشبكة الموازية. على النقيض من ذلك عندما يؤدي أي فشل على طول مسار السلسلة إلى فشل مسار السلسلة بالكامل.
يمكن رسم دقة مخطط الكتلة باستخدام المفاتيح في مكان الكتل حيث يمثل المفتاح المغلق مكون عمل ويمثل مفتاح المفتوح مكون فشل. إذا كان يمكن العثور على مسار من خلال شبكة المفاتيح من البداية إلى النهاية فإن النظام لا يزال يعمل.
يمكن تحويل دقة مخطط الكتلة إلى تحليل الشجرة عن طريق استبدال مسارات السلسلة بـ بوابة اقتران ومسارات متوازية ثم يمكن تحويل تحليل الشجرة إلى فشل تحليل الشجرة من خلال تطبيق نظرية دي مورغان.